# Présence du futur
 (janvier 2023).
Présence du futur est une collection de romans de science-fiction, initiée en 1954 par les éditions Denoël et arrêtée en 2000.

## Historique
D'abord fondée et dirigée par Robert Kanters, à partir d'une idée de Michel Pilotin, la collection reprend quelques classiques édités au Rayon fantastique, popularisant en France H. P. Lovecraft, Fredric Brown, le cycle de Fondation, Ray Bradbury et Jean Ray. Elle s'attache ensuite à traduire de nombreux auteurs anglo-saxons : Brian Aldiss, J. G. Ballard, James Blish, Philip K. Dick, Thomas Disch, Clifford D. Simak, John Varley, Gene Wolfe, Roger Zelazny, Douglas Adams…
La collection passe ensuite sous la direction d'Élisabeth Gille, qui publie aussi plusieurs jeunes auteurs français comme Dominique Douay, Jean-Pierre Andrevon, Jean-Pierre Hubert, Serge Brussolo, Emmanuel Jouanne, Pierre Pelot, ainsi que les premiers romans d'Antoine Volodine. Si la hard science-fiction n'est pas oubliée (Stanisław Lem, Gregory Benford), l'accent est porté sur la science-fiction littéraire, avec entre autres le recueil du groupe Limite. Elle a édité aussi du cyberpunk.
À partir de 1975, les couvertures seront illustrées, d'abord à l'intérieur d'un cercle central, débordant progressivement jusqu'à occuper toute la page à la fin des années 1980.
Arrêtée en 2000, la collection Présence du futur a publié plus de 600 titres (dont des doubles ou triples). Le dernier volume paru porte le numéro 666 et s'intitule Route 666.
Depuis lors, ces ouvrages sont partiellement réédités dans la collection Folio SF des éditions Gallimard.

## Directeurs de collection
- 1954 : Robert Kanters
- 1976 : Élisabeth Gille
- 1986 : Jacques Chambon
- 1998 : Serge Brussolo
- 1998 : Gilles Dumay

## Liste des titres

### Années 1950

#### 1954
- 1. Chroniques martiennes par Ray Bradbury
- 2. Une étoile m'a dit par Fredric Brown
- 3. L'Homme illustré par Ray Bradbury
- 4. La Couleur tombée du ciel par H. P. Lovecraft
- 5. Dans l'abîme du temps par H. P. Lovecraft

#### 1955
- 6. Le ciel est mort par John W. Campbell
- 7. Malpertuis par Jean Ray
- 8. Fahrenheit 451 par Ray Bradbury
- 9. L'Homme démoli par Alfred Bester
- 10. Je suis une légende par Richard Matheson

#### 1956
- 11. Aux portes des ténèbres par Jean-Louis Bouquet
- 12. Ombres sur le soleil par Chad Oliver
- 13. Un saint au néon par Jean-Louis Curtis
- 14. Les Pommes d'or du soleil par Ray Bradbury
- 15. La sortie est au fond de l'espace par Jacques Sternberg
- 16. Par-delà le mur du sommeil par H. P. Lovecraft

#### 1957
- 17. Martiens, Go Home! par Fredric Brown
- 18. L’Homme qui rétrécit par Richard Matheson
- 19. Un bruit de guêpes par Jean Paulhac
- 20. Le Pays d'octobre par Ray Bradbury

#### 1958
- 21. Entre deux mondes incertains par Jacques Sternberg
- 22. Terminus, les étoiles par Alfred Bester
- 23. Le Voyageur imprudent par René Barjavel
- 24. La Cité du grand juge par A. E. van Vogt
- 25. La Mort de la Terre par J.-H. Rosny aîné
- 26. Les Perles du temps par Gérard Klein
- 27. Les Mémoires du futur par John Atkins

#### 1959
- 28. Les Coucous de Midwich par John Wyndham
- 29. Croisière sans escale par Brian Aldiss
- 30. Un cas de conscience par James Blish
- 31. Là-bas et ailleurs par Charles Beaumont
- 32. Pygmalion 2113 par Edmund Cooper
- 33. Le diable l'emporte par René Barjavel
- 34. Le Temps cassé par John Wyndham

### Années 1960
| Sommaire : | - Haut - 1960 - 1961 - 1962 - 1963 - 1964 - 1965 - 1966 - 1967 - 1968 - 1969 |

#### 1960
- 35. La République lunatique par Compton Mackenzie
- 36. Demain, moisson d'étoiles par Arthur C. Clarke
- 37. Les Faits d'Eiffel par Marianne Andrau
- 38. Le Rasoir d'Occam par David Duncan
- 39. L'Espace, le Temps et Nathanaël par Brian Aldiss
- 40. Le Règne du bonheur par Alexandre Arnoux
- 41. Les Confluents par René Sussan
- 42. Carmilla par Sheridan Le Fanu
- 43. Pèlerinage à la Terre par Robert Sheckley

#### 1961
- 44. Le Signe du chien par Jean Hougron
- 45. Je suis d'ailleurs par H. P. Lovecraft
- 46-47. Un cantique pour Leibowitz par Walter M. Miller
- 48. Tout doit disparaître le 5 mai par Pierre Véry
- 49. Un remède à la mélancolie par Ray Bradbury
- 50. Terre, il faut mourir par James Blish
- 51. Le Pays sans étoiles par Pierre Véry
- 52. La Croisade de l'idiot par Clifford D. Simak
- 53. Billets de logement par G.-M. Glaskin

#### 1962
- 54. L'Herbe à vivre par John Wyndham
- 55. La Voix des dauphins par Léo Szilard
- 56. Voyage au pays de la 4e dimension par Gaston de Pawlowski
- 57. Les Croisés du cosmos par Poul Anderson
- 58. Équateur par Brian Aldiss
- 59. Le Satellite sombre par Jérôme Sériel

#### 1963
- 60-61. Les Sirènes de Titan par Kurt Vonnegut
- 62. Les Mutinés du "Polar Lion" par Mordecai Roshwald
- 63. Le temps n'a pas d'odeur par Gérard Klein
- 64. Mémoires d'une femme de l'espace par Naomi Mitchison
- 65. Fantômes et Farfafouilles par Fredric Brown
- 66. Tous les pièges de la Terre par Clifford D. Simak
- 67. Le monde fantastique de Belcampo par Belcampo
- 68. Le Monde aveugle par Daniel F. Galouye
- 69. Loin de Terra par Maxim Jakubowski

#### 1964
- 70. Humanité provisoire par Walter M. Miller
- 71-72. La Foire des ténèbres par Ray Bradbury
- 73. La Cage aux orchidées par Herbert W. Franke
- 74. Le Monde englouti par J. G. Ballard
- 75. Lune de miel en enfer par Fredric Brown
- 76. Une certaine odeur par Clifford D. Simak
- 77. Stimulus par John Brunner
- 78. Le Chemin de la lune par Alexandre Kazantsev
- 79. Pas de quatre par Edmund Cooper

#### 1965
- 80. Aux hommes les étoiles par James Blish
- 81. Airs de Terre par Brian Aldiss
- 82. Cauchemar à quatre dimensions par J. G. Ballard
- 83. Les Langages de Pao par Jack Vance
- 84-85. Les Machines à bonheur par Ray Bradbury
- 86. L'Île sous cloche par Xavier de Langlais
- 87. Les Seigneurs des sphères par Daniel F. Galouye
- 88. Bonne nuit Sophia par Lino Aldani

#### 1966
- 89. Fondation par Isaac Asimov
- 90. Solaris par Stanisław Lem
- 91. Élève de quatrième… dimension par Algernon Blackwood
- 92. Fondation et Empire par Isaac Asimov
- 93. L'Ordinateur désordonné par Keith Laumer
- 94. Seconde Fondation par Isaac Asimov
- 95. Barbe-Grise par Brian Aldiss

#### 1967
- 96. Le Bréviaire des robots par Stanisław Lem
- 97. H sur Milan par Emilio De Rossignoli
- 98. La Forêt de cristal par J. G. Ballard
- 99. Villes nomades par James Blish
- 100. Pallas ou la tribulation par Edward de Capoulet-Junac
- 101. Migrations par Algernon Blackwood
- 102. L'Homme artificiel par L. P. Davies
- 103-104. La Terre est une idée par James Blish
- 105. La Fin de l'Éternité par Isaac Asimov

#### 1968
- 106. Un Coup de cymbales par James Blish
- 107. La Science-fiction pour ceux qui détestent la science-fiction par Terry Carr
- 108. Gabriel, l'histoire d'un robot par Domingo Santos
- 109. La Cybériade par Stanisław Lem
- 110. Flatland par Edwin Abbott Abbott
- 111. Le Principe du loup-garou par Clifford D. Simak

#### 1969
- 112. Cephalopolis par Gonner Jones
- 113. Histoires mystérieuses T1 par Isaac Asimov
- 114. Histoires mystérieuses T2 par Isaac Asimov
- 115. Quand ton cristal mourra par William F. Nolan et George C. Johnson
- 116. Le Trou dans le zéro par Michaël Kennedy Joseph
- 117. Une vie très privée par Michael Frayn
- 118. Les Hommes-machines contre Gandahar par Jean-Pierre Andrevon
- 119. La Réserve des lutins par Clifford D. Simak

### Années 1970
| Sommaire : | - Haut - 1970 - 1971 - 1972 - 1973 - 1974 - 1975 - 1976 - 1977 - 1978 - 1979 |

#### 1970
- 120. L'Univers en folie par Fredric Brown
- 121. Grains de sable par Hal Clement
- 122. Le Coffre d'Avlen par Lyon Sprague de Camp
- 123. Quand les ténèbres viendront par Isaac Asimov
- 124. Aujourd'hui, demain et après par Jean-Pierre Andrevon
- 125. L'amour, vous connaissez ? par Isaac Asimov
- 126-127. Je chante le corps électrique par Ray Bradbury
- 128. Niourk par Stefan Wul
- 129. Le Monde sans femmes par Virgilio Martini

#### 1971
- 130-131. Le Monde de Satan par Poul Anderson
- 132. Guerre aux invisibles par Eric Frank Russell
- 133. Dernier vaisseau pour l'enfer par John Boyd
- 134. Planète à gogos par Frederik Pohl et Cyril M. Kornbluth
- 135. Cela se produira bientôt par Jean-Pierre Andrevon
- 136. Rayons pour Sidar par Stefan Wul
- 137-138-139. L'Orbite déchiquetée par John Brunner
- 140. La Planète Fleur par John Boyd
- 141. Deux soleils pour Artuby par Bernard Villaret

#### 1972
- 142. Royaumes d'ombre et de lumière par Roger Zelazny
- 143. La Cité et les Astres par Arthur C. Clarke
- 144. Au cœur de l'écho par Thomas Disch
- 145. Star ou Ψ de Cassiopée par Charlemagne Ischir Defontenay
- 146. Oms en série par Stefan Wul
- 147-148. La Ferme aux organes par John Boyd
- 149-150. Le Nuage pourpre par Matthew Phipps Shiel
- 151-152. Plus noir que vous ne pensez par Jack Williamson
- 153-154. Déjà demain par Henry Kuttner et Catherine L. Moore
- 155-156-157. Les Derniers et les Premiers par Olaf Stapledon
- 158-159. Marionnettes humaines par Robert A. Heinlein
- 160. Le Wendigo par Algernon Blackwood
- 161. Il est difficile d'être un dieu par Arcadi et Boris Strougatski

#### 1973
- 162. Le Temps des grandes chasses par Jean-Pierre Andrevon
- 163. Pas de place pour eux sur la Terre par James B. Tucker
- 164. L'Instant de l'éclipse par Brian Aldiss
- 165. Le péril vient de la mer par John Wyndham
- 166. L'Œil de Saturne par James Blish
- 167. Toi l'immortel par Roger Zelazny
- 168. Théâtre pour demain…et après par Ray Bradbury
- 169. À chacun ses dieux par Clifford D. Simak
- 170. Le Chant de la coquille Kalasaï par Bernard Villaret
- 171. L'Homme tombé du ciel par Walter Tevis
- 172. Poussière de lune par Thomas Disch
- 173. Les Dieux eux-mêmes par Isaac Asimov

#### 1974
- 174. Autres mondes, autres mers par Darko Suvin
- 175. À pied, à cheval et en fusée par Clifford D. Simak
- 176. Le Père éternel par Philip Goy
- 177. N'y allez pas par William Walling
- 178. Rien qu'un surhomme par Olaf Stapledon
- 179. Le lundi commence le samedi par Arcadi et Boris Strougatski
- 180. À l'heure d'Iraz par Lyon Sprague de Camp
- 181. Seigneur de lumière par Roger Zelazny
- 182. Dangereuse Callisto par Isaac Asimov
- 183. Les Libertins du ciel par John Boyd
- 184. Autres dieux, autres mondes par Mayo Mohs
- 185. Terre par Marie C. Farca
- 186. Cyborg par Martin Caidin
- 187. Noël sur Ganymède par Isaac Asimov
- 188. L'Anneau de fumée par René Sussan

#### 1975
- 189. Retour à la Terre 1 par Jean-Pierre Andrevon
- 190. Les Neuf Princes d'Ambre par Roger Zelazny
- 191. Chrono-minets par Isaac Asimov
- 192. Les Enfants de nos enfants par Clifford D. Simak
- 193. Le Livre-machine par Philip Goy
- 194. Encore un peu de verdure par Ward Moore
- 195. Les Derniers Hommes à Londres par Olaf Stapledon
- 196. Les Fusils d'Avalon par Roger Zelazny
- 197. Une chaleur venue d'ailleurs par Michael Moorcock
- 198. Repères dans l'infini par Jean-Pierre Andrevon
- 199. La Mère des mondes par Isaac Asimov
- 200. Le Palais dans le ciel par Ugo Malaguti
- 201. Le Camp du chien par Algernon Blackwood
- 202. Le Dernier Cimetière par Clifford D. Simak

#### 1976
- 203. 334 par Thomas M. Disch
- 204. Inferno par Fred Hoyle et Geoffrey Hoyle
- 205. Le Sérum de la déesse bleue par Roger Zelazny
- 206. La Fille du roi des elfes par Lord Dunsany - couverture par Florence Magnin
- 207. Un voyage en Arcturus par David Lindsay - couverture par Florence Magnin
- 208. Femmes et Merveilles par Pamela Sargent
- 209. La Grande Quincaillerie par Georges Soria
- 210. Quotient intellectuel à vendre par John Boyd
- 211. La Voix du maître par Stanisław Lem
- 212. Sirius par Olaf Stapledon
- 213. Visa pour l'outre-temps par Bernard Villaret
- 214. Le Crépuscule de Briareus par Richard Cowper
- 215. Une longue marche dans la nuit par Bob Shaw
- 216. Retour à la Terre 2 par Jean-Pierre Andrevon
- 217. La Seconde Expérience par Janet D. Jeppson
- 218. Les Terres creuses par Michael Moorcock
- 219. Le Gène maudit par John Boyd
- 220. L'Enfant étoile par Fred M. Stewart
- 221. La Dixième Planète par Edmund Cooper
- 222. Shéol par Jean-Pierre Fontana
- 223. Deux univers par Richard Cowper

#### 1977
- 224 Galaxies intérieures 1 par Maxim Jakubowski
- 225. Fœtus-Party par Pierre Pelot
- 226. Aujourd'hui, nous changeons de visage par Roger Zelazny
- 227. Les Quinconces du temps par James Blish
- 228. Le Pèlerinage enchanté par Clifford D. Simak
- 229. Autant en emporte le temps par Ward Moore
- 230. Le Jeune Homme, la Mort et le Temps par Richard Matheson
- 231. Le Cœur désintégré par Theodore Sturgeon
- 232. Flûte, flûte et flûtes ! par Isaac Asimov
- 233. Cher Jupiter par Isaac Asimov
- 234. Hier, les oiseaux par Kate Wilhelm
- 235. Le Désert du monde par Jean-Pierre Andrevon
- 236. Noô T1 par Stefan Wul
- 237. Noô T2 par Stefan Wul
- 238. Deus irae par Philip K. Dick et Roger Zelazny
- 239. La Planète de Shakespeare par Clifford D. Simak
- 240. Pontesprit par Joe Haldeman
- 241. L'Envoyé d'Andromède par John Boyd
- 242. Retour à la Terre 3 par Jean-Pierre Andrevon
- 243. La Pierre des étoiles par Roger Zelazny - couverture par Florence Magnin
- 244. Un gars de l'enfer par Arcadi et Boris Strougatski
- 245. Au plus profond de l'espace par Fred Hoyle et Geoffrey Hoyle

#### 1978
- 246. Appareil volant à basse altitude par J. G. Ballard
- 247. Vers la révolution par Philip Goy
- 248. Bien après minuit par Ray Bradbury
- 249. Strates par Dominique Douay
- 250. Pardonnez-nous vos enfances par Denis Guiot
- 251. Le Signe de la Licorne par Roger Zelazny
- 252. Substance Mort par Philip K. Dick
- 253. Paysages de mort par Jean-Pierre Andrevon
- 254. Terre 10¹¹ par Marie C. Farca
- 255. L'Homme bicentenaire par Isaac Asimov
- 256. Futurs au présent par Philippe Curval
- 257. Le Village par Kate Wilhelm
- 258. Krysnak ou le complot par Daniel Walther
- 259. Les Gardiens par Richard Cowper
- 260. Quand les racines par Lino Aldani
- 261. Cinq solutions pour en finir par Dominique Douay
- 262. La Main d'Obéron par Roger Zelazny
- 263. Lieux secrets et vilains messieurs par R. A. Lafferty
- 264. Promenades au bord du gouffre par Alain Dorémieux
- 265. Canyon Street par Pierre Pelot
- 266. Héritiers des étoiles par Clifford D. Simak
- 267. En mémoire de mes péchés par Joe Haldeman

#### 1979
- 268. La Colonne de feu par Ray Bradbury
- 269. Dans les décors truqués par Jean-Pierre Andrevon
- 270. Michaelmas par Algis Budrys
- 271. Galaxies intérieures 2 par Maxim Jakubowski
- 272. Un dimanche tant bien que mal par Ray Bradbury
- 273. Temps blancs par Jean-Marc Ligny
- 274. Qui va là ? par Bob Shaw
- 275. Catalogue des âmes et cycles de la S.F. par Stan Barets
- 276. Dans le palais des rois martiens par John Varley
- 277. Persistance de la vision par John Varley
- 278. La Route de Corlay par Richard Cowper
- 279. Vingt maisons du zodiaque par Maxim Jakubowski
- 280. La Forteresse de coton par Philippe Curval
- 281. La Fin de tous les chants par Michael Moorcock
- 282. Le dormeur s'éveillera-t-il ? par Philippe Curval
- 283. Par-delà les murs du monde par James Tiptree, Jr
- 284. Compagnons en terre étrangère 1 par Jean-Pierre Andrevon
- 285. La Baleine des sables par Bruce Sterling
- 286. Poisson pilote par Patrice Duvic
- 287. Mars aux ombres sœurs par Frederick Turner (en)
- 288. Retour des étoiles par Stanisław Lem
- 289. Biofeedback par Jean-Marc Ligny

### Années 1980
| Sommaire : | - Haut - 1980 - 1981 - 1982 - 1983 - 1984 - 1985 - 1986 - 1987 - 1988 - 1989 |

#### 1980
- 290. Sur les ailes du chant par Thomas Disch
- 291. Les Cours du Chaos par Roger Zelazny
- 292. Fausse Aurore par Chelsea Quinn Yarbro
- 293. Compagnons en terre étrangère 2 par Jean-Pierre Andrevon
- 294. Ptah Hotep T1 par Charles Duits - couverture par Florence Magnin
- 295. Ptah Hotep T2 par Charles Duits - couverture par Florence Magnin
- 296. Malakansâr ou l'éternité des pierres par Michel Grimaud
- 297. La Guerre olympique par Pierre Pelot
- 298. Titan par John Varley
- 299. Quand Somerset rêvait par Kate Wilhelm
- 300. Vue en coupe d'une ville malade par Serge Brussolo
- 301. Jusqu'à la quatrième génération par Isaac Asimov
- 302. Impasse temps par Dominique Douay
- 303. Éclipses 2000 par Lino Aldani
- 304. Légendes de la fin des temps par Michael Moorcock
- 305. Regarde, fiston, s'il n'y a pas un extra-terrestre derrière la bouteille de vin par Philippe Curval
- 306. Une planète nommée Trahison par Orson Scott Card
- 307. Faire le mur par Philip Goy
- 308. Sorcière par John Varley
- 309. Le Temps des genévriers par Kate Wilhelm
- 310. L'Oreille contre les murs par Jean-Pierre Andrevon
- 311. Les Voyages électriques d'Ijon Tichy par Stanisław Lem
- 312. Nouveaux venus, vieilles connaissances par Brian Aldiss

#### 1981
- 313. Le Réseau des mages par Richard Cowper
- 314. Stalker par Arcadi et Boris Strougatski
- 315. Aussi lourd que le vent par Serge Brussolo
- 316. Le Dernier Jour de la Création par Wolfgang Jeschke
- 317. SIVA par Philip K. Dick
- 318. À la croisée des parallèles par Christine Renard et Claude Cheinisse
- 319. Galaxies intérieures 3 par Maxim Jakubowski
- 320. Neutron par Jean-Pierre Andrevon
- 321. L'Ombre du bourreau par Gene Wolfe
- 322. Rêves infinis par Joe Haldeman
- 323. Couloirs sans issue par Alain Dorémieux
- 324. Repères sur la route par Roger Zelazny
- 325. La Dame de cuir par Michel Grimaud - couverture par Florence Magnin
- 326. Salut l'Amérique par J. G. Ballard
- 327. Le Silence de la cité par Élisabeth Vonarburg
- 328. Ariosto furioso par Chelsea Quinn Yarbro
- 329. L'Odeur de la bête par Philippe Curval
- 330. Contes inoxydables par Stanisław Lem
- HS. La Grande Roue par Ray Bradbury

#### 1982
- 331. Le monde est un théâtre par Dominique Douay
- 332. Un paysage du temps T1 par Gregory Benford
- 333. Un paysage du temps T2 par Gregory Benford
- 334. Sommeil de sang par Serge Brussolo
- 335. Territoires du tendre par Yves Frémion
- 336. Damiers imaginaires par Emmanuel Jouanne
- 337. Les Maîtres chanteurs par Orson Scott Card
- 338. L'Invasion divine par Philip K. Dick
- 339. Mourir au hasard par Pierre Pelot
- 340. Le Guide du routard galactique par Douglas Adams
- 341. Le Gamin artificiel par Bruce Sterling
- 342. Les Mannequins par John Varley
- 343. Happy End par Daniel Walther
- 344. L'Immeuble d'en face par Jean-Pierre Andrevon et Philippe Cousin
- 345. La Griffe du demi-dieu par Gene Wolfe
- 346. Furia ! par Jean-Marc Ligny
- 347. Loin du pays natal par Walter Tevis
- 348. Portrait du diable en chapeau melon par Serge Brussolo
- 349. Sonate sans accompagnement par Orson Scott Card
- 350. La Moisson de Corlay par Richard Cowper
- 351. Le Dernier Restaurant avant la fin du monde par Douglas Adams - couverture par Georges Raimondo

#### 1983
- 352. L'Homme sans idées par Thomas Disch
- 353. La Mémoire de l'ombre par Kate Wilhelm
- 354. Des vacances inoubliables par Kit Reed
- 355. Le Champ du rêveur par Jean-Pierre Hubert
- 356. La Transmigration de Timothy Archer par Philip K. Dick
- 357. Fondation foudroyée par Isaac Asimov
- 358. L'Œil de chat par Roger Zelazny
- 359. Carnaval de fer par Serge Brussolo
- 360. La Sphère de platine par Joseph-Marie Lo Duca
- 361. L'Épée du licteur par Gene Wolfe
- 362. Mange ma mort par Philippe Cousin
- 363. Il faudra bien se résoudre à mourir seul par Jean-Pierre Andrevon
- 364. Contre l'infini par Gregory Benford
- 365. Parade nuptiale par Donald Kingsbury
- 366. Mallworld graffiti par Somtow Sucharitkul
- 367. Papa Ier par Jacques Mondoloni
- 368. Nouvelle recette pour canard au sang par Scott Baker
- 369. La Vie, l'Univers et le Reste par Douglas Adams
- 370. L'Arbre d'or par Michel Grimaud - couverture par Florence Magnin
- 371. Le Testament de Corlay par Richard Cowper

#### 1984
- 372. Jacinthes par Chelsea Quinn Yarbro
- 373. Hôpital Nord par Jean-Pierre Andrevon et Philippe Cousin
- 374. Le Soleil pas à pas par Walter Tevis
- 375. La Citadelle de l'Autarque par Gene Wolfe
- 376. Les Faiseurs d'orages par Jean-Pierre Hubert
- 377. Le Businessman par Thomas Disch
- 378. Millénium par John Varley
- 379. Lumière sur le détroit par Somtow Sucharitkul
- 380. Écoute, écoute ! par Kate Wilhelm
- 381. Le Roi entêté par Lyon Sprague de Camp
- 382. Les Chasseurs de Vénus par J. G. Ballard
- 383. C'est arrivé, mais on n'en a rien su par Jean-Pierre Andrevon
- 384. Ici-bas par Emmanuel Jouanne
- 385. Espoir-du-Cerf par Orson Scott Card
- 386. Les Insolites par René Sussan
- 387. L'Œil de la reine par Phillip Mann
- 388. Janus par Élisabeth Vonarburg
- 389. Des gens (extra)ordinaires par Joanna Russ
- 390. Mémo par André Ruellan
- 391. Debout les morts le train fantôme entre en gare ! par Philippe Curval

#### 1985
- 392. Dans l'océan de la nuit T1 par Gregory Benford
- 393. Dans l'océan de la nuit T2 par Gregory Benford
- 394. Parcs de mémoire par Maurice Mourier
- 395. Au prix du papyrus par Isaac Asimov
- 396. Les Gogos contre-attaquent par Frederik Pohl
- 397. Biographie comparée de Jorian Murgrave par Antoine Volodine
- 398. Sept femmes de mes autres vies par Daniel Walther
- 399. Le Trône de la folie par Somtow Sucharitkul
- 400. Démon T1 par John Varley - couverture par Florence Magnin
- 401. Démon T2 par John Varley - couverture par Florence Magnin
- 402. Bonjour chaos par Kate Wilhelm
- 403. Les Vents du changement par Isaac Asimov
- 404. Le Voyage de Tchékov par Ian Watson
- 405. À travers la mer des soleils T1 par Gregory Benford
- 406. À travers la mer des soleils T2 par Gregory Benford
- 407. Kosmokrim par Jacques Barbéri
- 408. Le Facteur tithonien par Richard Cowper
- 409. Dr Adder par K. W. Jeter
- 410. Dites-le avec des mots par Emmanuel Jouanne et Jean-Pierre Vernay
- 411. Annales de Klepsis par Raphael Aloysius Lafferty
- 412. Ombromanies par Jean-Pierre Hubert

#### 1986
- 413. Un navire de nulle part par Antoine Volodine
- 414. Fringales par Scott Baker
- 415. Autoportrait par Jean-Claude Dunyach
- 416. Divine endurance par Gwyneth Jones - couverture par Florence Magnin
- 417. La Grande Hurle par Jack Dann
- 418. Maître de l'espace et du temps par Rudy Rucker
- 419. Tik-Tok par John Sladek
- 420. Comment jouer à l'homme invisible en trois leçons par Philippe Curval
- 421. Demain les puces par Patrice Duvic
- 422. Les Atouts de la vengeance par Roger Zelazny
- 423. Le Baiser du masque par Michael Swanwick
- 424. Gare centrale par Jean-Pierre Andrevon et Philippe Cousin
- 425. Les Menhirs de glace par Kim Stanley Robinson
- 426. La Schismatrice par Bruce Sterling
- 427. Superfuturs par Philippe Curval
- 428. Le Crâne par Philip K. Dick - couverture par Elrik
- 429. La Ville au fond de l'œil par Francis Berthelot
- 430. Rituel du mépris par Antoine Volodine
- 431. Le Secret de la vie par Rudy Rucker
- 432. Le Marteau de verre par K. W. Jeter

#### 1987
- 433. Cruautés par Emmanuel Jouanne
- 434. Papa, maman, l'atome et moi par Marc Laidlaw
- 435. Le Chasseur de jaguar par Lucius Shepard
- 436. La Fin de la vie par Lucius Shepard
- 437. Câblé par Walter Jon Williams
- 438. Terre et Fondation par Isaac Asimov
- 439. Yurlunggur par Jean-Marc Ligny
- 440. Les Annales de la cité T1 par Frederik Pohl
- 441. Les Annales de la cité T2 par Frederik Pohl
- 442. La Couvée Huysman par Kate Wilhelm
- 443. Le Maître de Paxwax par Phillip Mann
- 444. Radio libre Albemuth par Philip K. Dick
- 445. L'Avènement des chats quantiques par Frederik Pohl
- 446. Roulette mousse par Jean-Pierre Hubert
- 447. Procédure d'évacuation immédiate des musées-fantômes par Serge Brussolo
- 448. Les Oiseaux lents par Ian Watson
- 449. Plans de fuite par Gwyneth Jones
- 450. Le Vent des ténèbres par Somtow Sucharitkul
- 451. Mozart en verres miroirs par Bruce Sterling
- 452. Malgré le monde par Limite

#### 1988
- 453. Le Château d'encre par Serge Brussolo
- 454. Des enfers fabuleux par Antoine Volodine
- 455. Les Ramages de la douleur par Garry Kilworth
- 456. ENtreFER par Iain Banks
- 457. L'Auberge de l'alpiniste mort par Arcadi et Boris Strougatski
- 458. Ainsi finit le monde par James Morrow
- 459. Les Fleurs du vide par Michael Swanwick
- 460. Soldat des brumes par Gene Wolfe
- 461. Les Neuf Princes d'Ambre par Roger Zelazny (réédition du no 190) - couverture par Florence Magnin
- 462. Les Fusils d'Avalon par Roger Zelazny (réédition du no 196) - couverture par Florence Magnin
- 463. Le Signe de la Licorne par Roger Zelazny (réédition du no 251) - couverture par Florence Magnin
- 464. La Main d'Obéron par Roger Zelazny (réédition du no 262) - couverture par Florence Magnin
- 465. Les Cours du Chaos par Roger Zelazny (réédition du no 291) - couverture par Florence Magnin
- 466. Les Atouts de la vengeance par Roger Zelazny (réédition du no 422) - couverture par Florence Magnin
- 467. Le Sang d'Ambre par Roger Zelazny - couverture par Florence Magnin
- 468. Le Signe du Chaos par Roger Zelazny - couverture par Florence Magnin
- 469. Chevalier des Ombres par Roger Zelazny - couverture par Florence Magnin
- 470. Prince du Chaos par Roger Zelazny - couverture par Florence Magnin
- 471. Le Grand Ô par Philip K. Dick - couverture par Elrik
- 472. Arena par Robert Sheckley
- 473. D.A.R.K. par Jean-Marc Ligny
- 474. 188 contes à régler par Jacques Sternberg - couverture par Roland Topor
- 475. La Chute des familles par Phillip Mann
- 476. Zone de feu émeraude par Lucius Shepard
- 477. Une soirée à la plage par Jacques Barbéri
- 478. Le Souffle du cyclone par Walter Jon Williams - couverture par Philippe Gauckler
- 479. Le Rêveur de chats par Emmanuel Jouanne
- 480. Instruments de mort par K. W. Jeter
- 481. Derrière la porte par Philip K. Dick - couverture par Elrik

#### 1989
- 482. Script par Alain Dartevelle
- 483. Le Vin de la violence par James Morrow
- 484. Habite-t-on réellement quelque part ? par Philippe Curval
- 485. Gravité à la manque par George Alec Effinger
- 486. Argentine par Joël Houssin
- 487. Les Chasseurs au bord de la nuit par Colette Fayard
- 488. Le Nouveau Soleil de Teur T1 par Gene Wolfe
- 489. Le Nouveau Soleil de Teur T2 par Gene Wolfe
- 490. Compagnons secrets par Robert Silverberg
- 491. Métrophage par Richard Kadrey
- 492. Un Auteur éminent par Philip K. Dick - couverture par Elrik
- 493. Sukran par Jean-Pierre Andrevon
- 494. La Solution du fou par Philippe Cousin
- 495. Souvenir par Philip K. Dick - couverture par Elrik
- 496. Roche-Nuée par Garry Kilworth
- 497. Au service du maître par Philip K. Dick - couverture par Elrik
- 498. Narcose par Jacques Barbéri
- 499. La Maison-femme par Lino Aldani

### Années 1990
| Sommaire : | - Haut - 1990 - 1991 - 1992 - 1993 - 1994 - 1995 - 1996 - 1997 - 1998 - 1999 |

#### 1990
- 500. À l'ouest d'octobre par Ray Bradbury
- 501. L'Homme aux yeux de napalm par Serge Brussolo
- 502. Les vagues éteignent le vent par Arcadi et Boris Strougatski
- 503. La Trajectoire de la taupe par Emmanuel Jouanne
- 504. Fragments du rêve par Jean-Pierre Vernay
- 505. Chasseur/Victime par Robert Sheckley
- 506. Les Années fléaux par Norman Spinrad
- 507. Rivage des intouchables par Francis Berthelot
- 508. Les Mailles du réseau T1 par Bruce Sterling
- 509. Les Mailles du réseau T2 par Bruce Sterling
- 510. Le Voyage gelé par Philip K. Dick - couverture par Elrik
- 511. La Fin des temps et après par Dominique Douay
- 512. Le Temps du twist par Joël Houssin
- 513. Ces chers vieux monstres par Howard Waldrop
- 514. Guerre de rien par Jacques Barbéri
- 515. Silhouettes par Gene Wolfe

#### 1991
- 516. Privé de désert par George Alec Effinger
- 517. Abandonati par Garry Kilworth
- 518. L'Appel des ténèbres par Robert Silverberg
- 519. Ivoire T1 par Mike Resnick
- 520. Ivoire T2 par Mike Resnick
- 521. L'Œil de la sibylle par Philip K. Dick - couverture par Elrik
- 522. Honorable barbare par Lyon Sprague de Camp
- 523. Terraplane par Jack Womack
- 524. Cristal Express par Bruce Sterling
- 525. Anarchaos par Donald E. Westlake

#### 1992
- 526. Le Syndrome du scaphandrier par Serge Brussolo
- 527. Champagne bleu par John Varley
- 528. Soldat d'Aretê T1 par Gene Wolfe
- 529. Soldat d'Aretê T2 par Gene Wolfe
- 530. Cité de Vérité par James Morrow
- 531. Cocktail par Jean-Pierre Hubert
- 532. Le Jeu de l'éventail par Colette Fayard
- 533. Plus de vifs que de morts par Frederik Pohl
- 534. La Mémoire du crime par Jacques Barbéri

#### 1993
- 535. Le Talion du cheikh par George Alec Effinger
- 536. L'Orphelin de Perdide par Stefan Wul
- 537. Les Synthérétiques T1 par Pat Cadigan
- 538. Les Synthérétiques T2 par Pat Cadigan
- 539. Thanatopolis par Lucius Shepard
- 540. Santiago T1 par Mike Resnick
- 541. Santiago T2 par Mike Resnick
- 542. Odyssée sous contrôle par Stefan Wul
- 543. Mange-Monde par Serge Brussolo

#### 1994
- 544. Les Perspectives du mensonge par Yves Ramonet
- 545. La Peur géante par Stefan Wul
- 546. L'Invasion des profanateurs par Jack Finney
- 547. Salut, et encore merci pour le poisson par Douglas Adams
- 548. Le Science-fictionnaire T1 par Stan Barets
- 549. Le Science-fictionnaire T2 par Stan Barets
- 550. Les Nourritures extraterrestres par René Sussan et Dona Sussan
- 551. Terminus 1 par Stefan Wul
- 552. Globalement inoffensive par Douglas Adams
- 553. Deus Ex par Norman Spinrad
- 554. Sculpteurs de ciel T1 par Alexander Jablokov
- 555. Sculpteurs de ciel T2 par Alexander Jablokov

#### 1995
- 556. La Pièce d'à côté par Jack Finney
- 557. La Petite Fille et le Dobermann par Serge Brussolo
- 558. L'Elvissée par Jack Womack
- 559. Paradis par Mike Resnick
- 560. Purgatoire par Mike Resnick
- 561. Enfer par Mike Resnick
- 562. Journal de nuit par Jack Womack
- 563. L'Hiver, aller et retour par Emmanuel Jouanne

#### 1996
- 564. Par tous les temps par Colette Fayard
- 565. Quand reviendra l'oiseau… par Bernard Villaret
- 566. Messager des tempêtes lointaines par Pierre Pelot
- 567. Le Printemps russe T1 par Norman Spinrad
- 568. Le Printemps russe T2 par Norman Spinrad
- 569. Le Temple du passé par Stefan Wul
- 570. Piège sur Zarkass par Stefan Wul
- 571. La Mort vivante par Stefan Wul
- 572. Projet Miracle par Mike Resnick
- 573. Les Éléphants d'Hannibal par Robert Silverberg
- HS. Surtout pas de panique ! par Jean Bonnefoy

#### 1997
- 574. Gros temps par Bruce Sterling
- 575. Les Lutteurs immobiles par Serge Brussolo
- 576. Un soupçon de néant par Philippe Curval
- 577. Nefer 1 par Charles Duits
- 578. Nefer 2 par Charles Duits
- 579. Le Faiseur de veuves par Mike Resnick
- 580. L'Empire des abîmes par Kitty Doom - couverture par Florence Magnin
- 581. Les Invisibles par Kitty Doom - couverture par Florence Magnin
- 582. Kamikaze l'amour par Richard Kadrey
- 583. Rempart des naufrageurs par Serge Brussolo
- 584. Naufrage sur une chaise électrique par Serge Brussolo

#### 1998
- 585. Les Mangeurs d'argile par Pierre Pelot
- 586. Saison de rouille par Pierre Pelot
- 587. Ce qui mordait le ciel… par Serge Brussolo
- 588. Le Faiseur de veuves : Renaissance par Mike Resnick
- 589. L'Extase des vampires par Brian Stableford
- 590. Avril et des poussières par Benjamin Legrand
- 591. Soleils hurlants par Pierre Pelot
- 592. California Gothic par Dennis Etchison
- 593. La Forteresse blanche par Kitty Doom - couverture par Florence Magnin
- 594. Le Clan du grand crâne par D. Morlok
- 595. Les Guerriers du grand crâne par D. Morlok
- 596. L'Héritage de saint Leibowitz T1 par Walter M. Miller et Terry Bisson
- 597. L'Héritage de saint Leibowitz T2 par Walter M. Miller et Terry Bisson
- 598. Né d'entre les morts par Nathalie Bernard
- 599. Les Dieux du grand crâne par D. Morlok

#### 1999
- 600. Musées, des mondes énigmatiques, recueil de nouvelles par Frédéric Ciriez, Chrysostome Gourio et autres
- 601. Les Chasseurs de sève par Laurent Genefort
- 602. Le Père de feu par Pierre Pelot
- 603. La Maison Usher ne chutera pas par Pierre Stolze
- 604. Les Crocs de l'enfance par Jean-Pierre Andrevon
- 605. Le chien courait sur l'autoroute en criant son nom par Pierre Pelot
- 606. Ce chasseur-là par Pierre Pelot
- 607. L'Échiquier du mal T1 par Dan Simmons
- 608. L'Échiquier du mal T2 par Dan Simmons
- 609. Contes de la fée verte par Poppy Z. Brite
- 610. Gens de la Lune T1 par John Varley
- 611. Gens de la Lune T2 par John Varley
- 612. Tableaux du délire par Alain Dorémieux
- 613.  Markham ou la dévoration par Mike Resnick
- 614. Le Baleinier de la nuit par Robert F. Young
- 615. Cent mille images par Pierre Stolze
- 616. Cap sur Gandahar par Jean-Pierre Andrevon
- 617. Le Faiseur de veuves : Apothéose par Mike Resnick
- 618. Aventures lointaines 1 par Gilles Dumay
- 619. La mort peut danser par Jean-Marc Ligny

### Années 2000
| Sommaire : | - Haut - 2000 |

#### 2000
- 620. La Cité entre les mondes par Francis Valéry
- 621. Le Nez de Cléopâtre par Robert Silverberg
- 622. Le Styx coule à l'envers par Dan Simmons
- 623. La Dernière Chanson de Sirit Byar par Peter S. Beagle
- 624. Le Magicien de Karakosk par Peter S. Beagle - couverture par Florence Magnin
- 625. Une femme sans histoires par Christopher Priest
- 626. Parabellum tango  par Pierre Pelot
- 627. L'Étrangère par Gardner Dozois
- 628. Ces hommes dans la jungle par Norman Spinrad
- 629. Aventures lointaines 2 par Gilles Dumay
- 630. Moi, Asimov par Isaac Asimov
- 631. Les Solariens par Norman Spinrad
- 632. Cauchemar cathodique par Richard Christian Matheson
- 666. Route 666 par Roger Zelazny
- HS. Rock'n'roll altitude